# Píib
 (février 2022).
Si vous disposez d'ouvrages ou d'articles de référence ou si vous connaissez des sites web de qualité traitant du thème abordé ici, merci de compléter l'article en donnant les références utiles à sa vérifiabilité et en les liant à la section « Notes et références ».

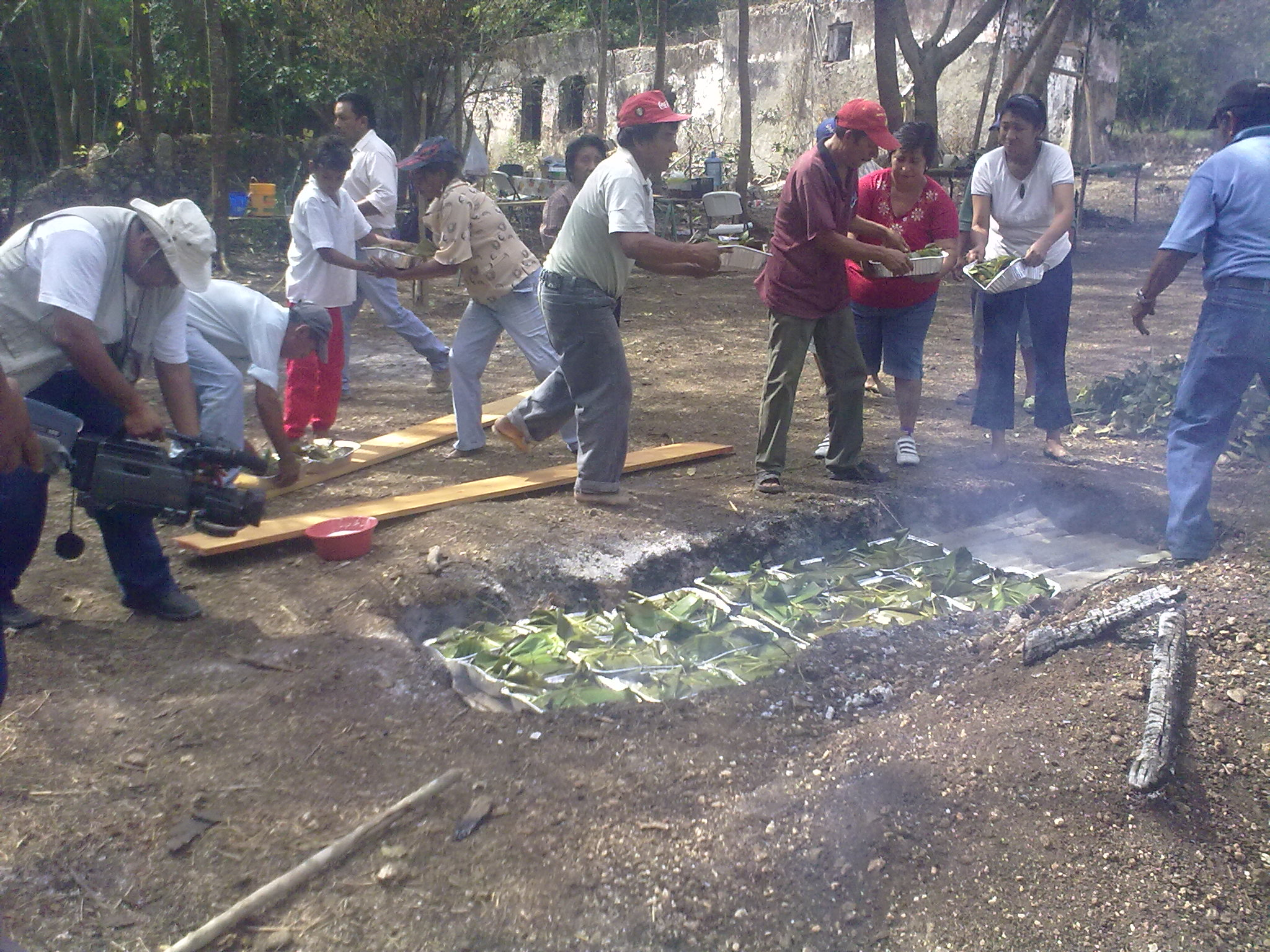

Le pib, plus correctement en maya yucatèque píib, est un four enterré (en) typique de la péninsule du Yucatán au Mexique. Née dans le Mexique précolombien  cette technique consiste à creuser un trou, à y allumer un feu avec du bois et des pierres, pour ensuite faire cuire les aliments (traditionnellement du porc ou du poulet) à feu doux, le tout recouvert de terre ou de feuilles. De nos jours, il existe un usage répandu selon lequel le píib fait référence au tamal, mais à  l'origine le terme désigne bien le four. 
Un four peut nourrir jusqu'à quarante personnes, c'est pourquoi il est généralement préparé lors des festivités locales. Par exemple, à Kantunilkín, la capitale municipale de Lázaro Cárdenas, le píib est préparé pour le 8 décembre, jour de l'Immaculée Conception, patronne de la ville. Le píib est également utilisé pour concevoir le relleno negro (es) du Hanal Pixán, ainsi que les tamales torteados ou les vaporcitos.

## Étymologie

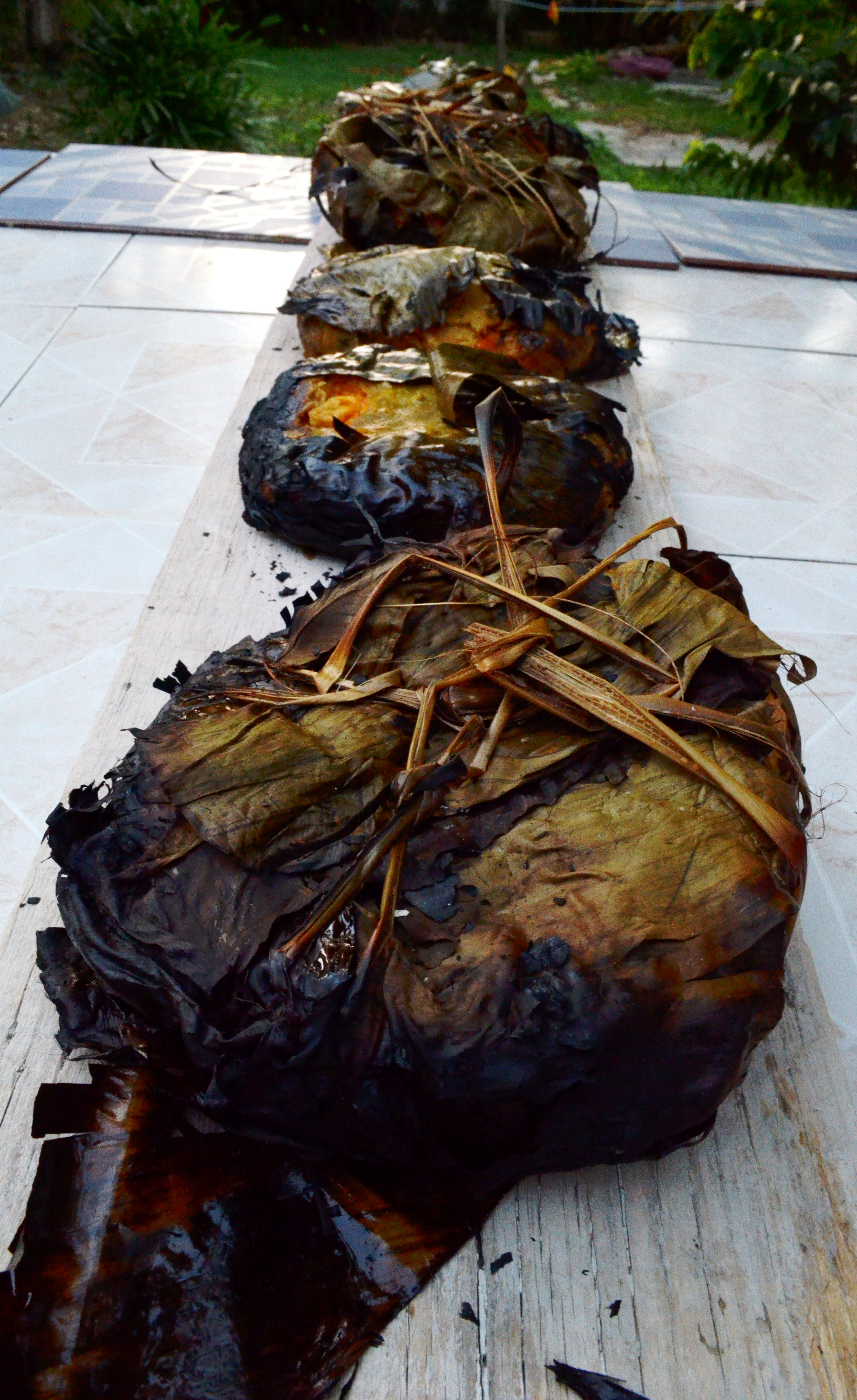

Au Yucatán, il est surtout connu sous le nom de pib, ou piíb selon l'orthographe maya actuelle promue par l'Académie de la langue maya du Yucatán. Dans certaines régions, il est également appelé pii La forme plurielle est píib'ob, et non pibs, et la forme verbale est píibt (traduisible par « faire un píib »).
Les plats cuits dans un píib sont appelés pibil. On pense à tort que pibil signifie qu'ils incluent recado. Le suffixe -bil indique le participe : pib-bil (litt. « chose rôtie »), muk-bil (« chose enterrée »), etc. Dans la langue maya, il est placé avant le nom de l'aliment, alors qu'en espagnol, c'est l'inverse. Par exemple, les Mayas appellent la traditionnelle cochinita pibil píibi'k'éek'en (« petite cochinita pibil »).

## Histoire
Le píib n'est explicitement cité dans aucun codex préhispanique, mais les experts sont arrivés à la conclusion qu'il s'agit d'une technique qui était déjà pratiquée avant la chute de l'Empire aztèque. Il y a plusieurs raisons à cela : d'une part, le four enterré n'a jamais fait partie de la tradition hispanique, il n'a donc pas pu être apporté par les conquistadors. En revanche, la pratique du four à terre s'étend à d'autres peuples indigènes mésoaméricains.
On trouve également d'autres formes de fours enterré dans le reste du Mexique, comme le ximbó (es) d'Hidalgo, d'origine otomí, ou la barbacoa mexicaine classique. Cependant, nulle part ailleurs ils ne sont aussi courants qu'au Yucatán. Les fours enterrés sont pratiqués à la fois par les indigènes et les métis. Les paysans mexicains font rôtir l'agneau entier, généralement le dimanche et les jours fériés.
Une étude menée en 2012 à Xocén, dirigée par la chercheuse de l'Universidad Autónoma de Yucatán (es) Carmen Salazar, a révélé que le píib'ob traditionnel est préparé avec des animaux et des plantes indigènes, ce qui suggère une continuité de la pratique du píib remontant à l'époque précolombienne. À cette époque, le four en terre était peut-être une méthode de conservation plutôt que de cuisson, surtout pendant les chasses, qui pouvaient durer plusieurs jours. En outre, l'étude montre la relation étroite entre le píib et le kool (milpa maya), et que les deux pourraient être du même âge (environ 3400-3000 av. J.-C.). Une autre indication est la découverte d'ossements d'animaux datant d'une période très ancienne qui ne présentent pas les caractéristiques de la boucherie et de la charcuterie mais qui portent des marques de chaleur, ce qui correspond à la cuisson en píib.
Sur le site de Palenque, dans l'État du Chiapas, on peut lire le mot píib écrit dans plusieurs hiéroglyphes, qui ne fait pas particulièrement référence au four, mais qui a une signification connexe. Par exemple, on peut lire sur l'un des temples : u-pibnahil (« temple du bain de vapeur »). Pib'naah signifie « bain de vapeur ».
La plus ancienne trace écrite de pib se trouve dans le Calepino de Motul (XVIe siècle), un dictionnaire de termes mayas, qui le définit comme « le bain ou temazcal dans lequel les parturientes ou les nouvelles mères étaient purifiées, et le cuiseur dans lequel les calebasses, les viandes, etc. étaient rôties sous terre » (nom), et aussi comme « rôtir sous terre de la viande, des calebasses, etc. » (verbe). Dans un autre ouvrage de l'époque, Bocabulario Maya Than, il est défini de manière similaire.
Plus récemment, l'une des principales études anthropo-culinaires sur le píib contemporain a été menée en 2019 par le chef Wilson Alonzo, chercheur en cuisine traditionnelle maya. Cette étude a été réalisée dans douze municipalités du Yucatán.

## Technique

### Taille et forme
La taille de la fosse dépendra de la quantité de nourriture. En outre, la technique de préparation d'un píib varie d'une région à l'autre. Dans l'ouest de la péninsule (Maxcanú (es), Hopelchén (es) etc.), on prépare des píib'ob quadrangulaires d'environ 1 mètre de côté. En revanche, dans le sud (Peto (es), Tekax  etc.) et l'est Valladolid, Tizimín, etc.), ils ont une forme rectangulaire allongée, car plusieurs grands pots sont disposés en ligne, pouvant aller jusqu'à une douzaine. Le píib circulaire se trouve sur la côte nord, selon les habitants, en raison du fort vent côtier. La profondeur varie considérablement, allant de quelques centimètres à environ 1 mètre.

### Préparation
Le píib est préparé dès la veille en creusant un trou dans la terre rouge (Kankab (es) en maya). Dans les zones côtières, comme le port de Progreso, le trou est creusé dans le sable de la plage. Les modes de préparation varient également d'une région à l'autre. Dans certains endroits, des feuilles de palmier sèches (zohol) ou des feuilles de papier journal sont placées en dessous pour que le bois brûle plus rapidement. À l'ouest, le bois est placé sous les pierres, tandis qu'à l'est, les pierres sont placées en dessous et le bois au-dessus. Le bois et les pierres sont placés dans une sorte de pyramide.
Il faut des pierres de taille moyenne, surtout des pierres solides (si'in túun), car elles retiennent mieux la chaleur. Vous pouvez savoir si une pierre est solide si elle sonne creux lorsqu'elle se heurte à une autre, par exemple les pierres de rivière. Les pierres calcaires, en revanche, sont inutiles car elles s'effritent facilement. Les pierres plus grosses sont réservées aux píib'ob dont la cuisson est longue.
Quant au bois de chauffage, les arbres les plus typiques sont le catzín (es), le kitinché (es) (kitam che), le chaká (chakaj), le jabín (es) (ja'abin) ou le chukum, qui sont des bois durs pour générer une combustion durable, ou un bois aromatique comme le chêne. Dans le cas de cuissons qui durent plusieurs heures, on ajoute à la fois du bois sec et du bois vert (fraîchement coupé), afin que le charbon de bois reste plus chaud plus longtemps. Le feu est allumé et tout le bois est consommé jusqu'à l'obtention du charbon de bois.

## Cuisine

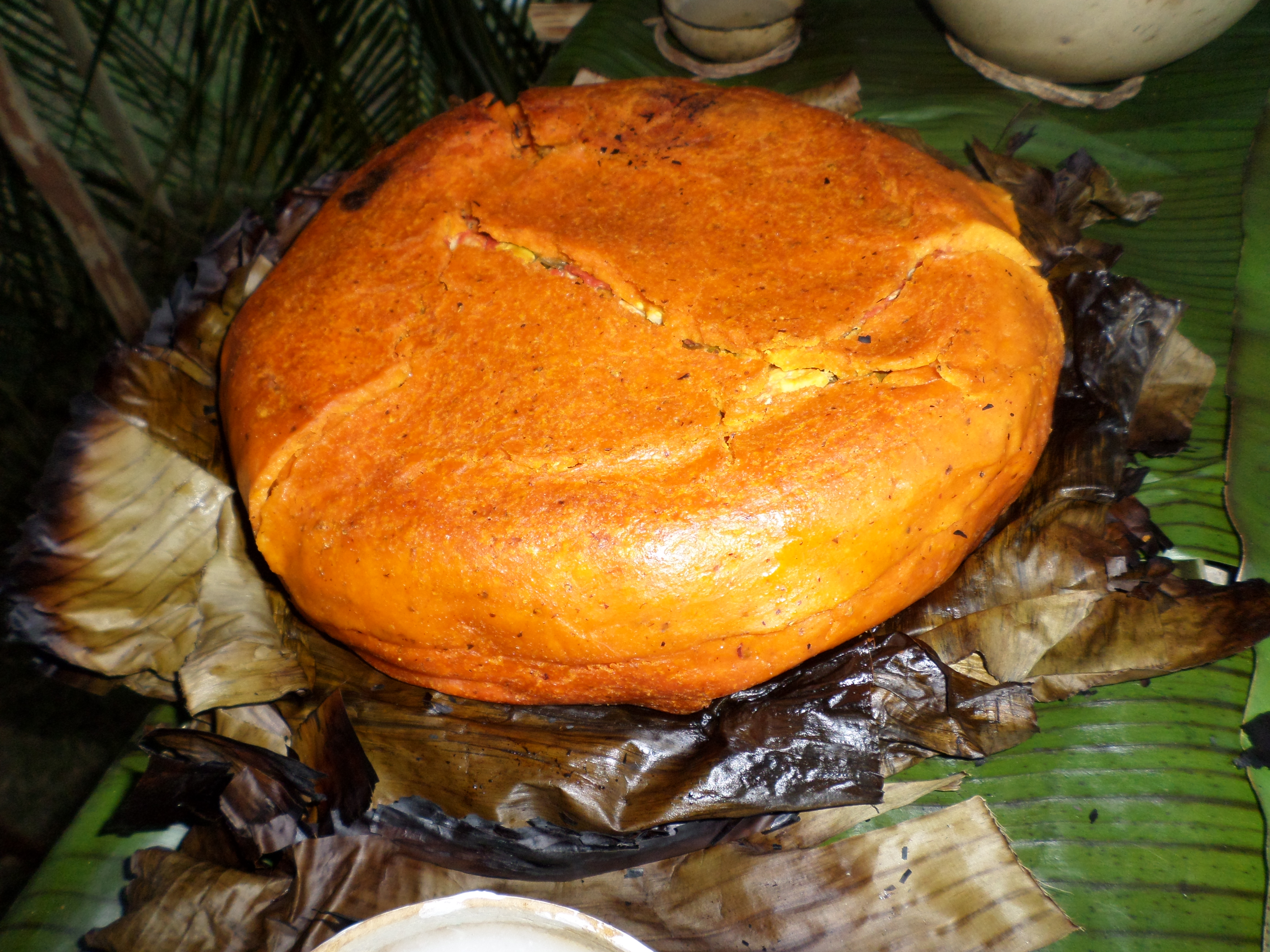
Pibil waaj
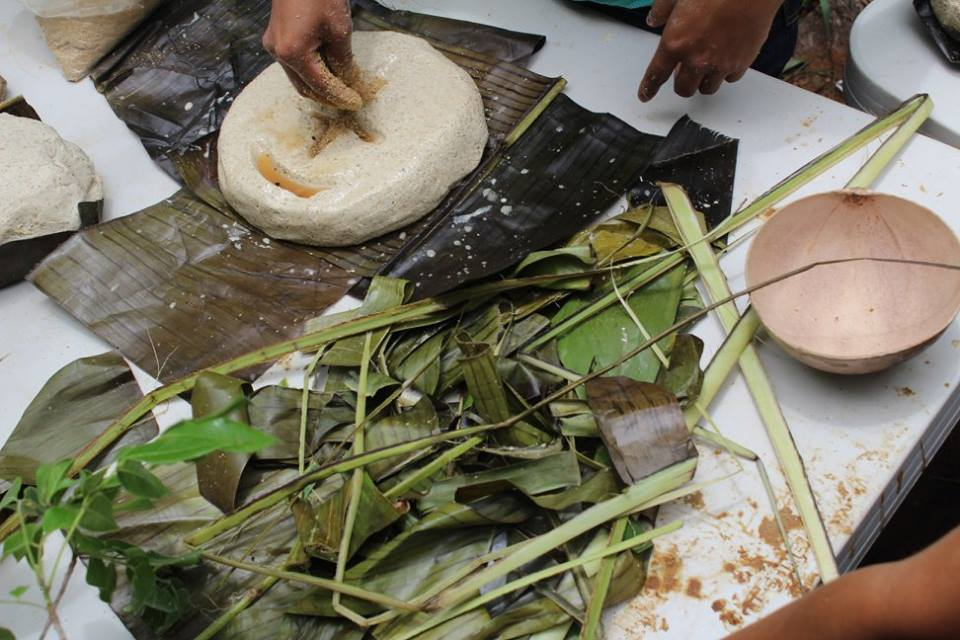
Noj waaj

Les temps de cuisson varient également beaucoup ; un poulet pibil peut nécessiter une heure et demie, tandis que la cochinita pibil nécessite jusqu'à 16 heures. Il est traditionnel de faire rôtir des animaux entiers sur le píib. Certains, comme la cochinita, sont placés enveloppés dans des feuilles de bananier dans un réfractaire ou un pot. Les aliments séchés sont placés directement sur la pierre, et s'il s'agit de ragoûts, les pots sont placés sur les pierres. Les plats qui sont généralement cuisinés dans le píib sont les suivants :
- Cochinita pibil
- Pibipollo, poulet mukbil ou poulet pibil
- Relleno negro (es) pibil
- Pibinales ou maïs pibil (píibinaal)
- Píibil k'úum (« citrouille » pibil)
- Píibilwaaj, tamal de pâte à pibil
- Píibil yuuk ('pibil de yuk (es))
- Píibilwech (pibil de huech)

Il existe plusieurs types de tamals (waaj) qui sont cuits dans le píib : chachak waaj, píibil waaj, k'axbil waaj, mukbil waaj, to'obil waaj ou noj waaj. On les appelle à tort píib.
Le píib est à nouveau recouvert de terre, mais pas avant qu'une couche de feuilles sauvages soit placée sur le dessus pour garder la vapeur à l'intérieur. De nombreux types de feuilles sont utilisés : jabín, pixoy (es), Guazuma ulmifolia (es), etc. L'écorce de plantain est également utilisée comme couvercle ; cependant, les feuilles de plantain ne sont pas bonnes pour les couvercles car leur cire ou leur résine est inflammable. Lorsqu'elles sont recouvertes de feuilles aromatiques, de nouvelles saveurs sont ajoutées aux aliments. La quantité de feuilles dépendra également de la saison de l'année : en saison des pluies, on utilisera plus de bois de chauffage mais moins de couverture, et en saison sèche, ce sera l'inverse ; plus il y a de feuilles, plus il y a de vapeur. Les jours de pluie, il est impératif de préparer le píib la veille, afin de sécher le sol.

## Rites associés
Pendant Hanal Pixán (jour des morts), la nourriture du píib est offerte aux âmes des êtres chers. A la fin des vacances, la fosse n'est plus utilisée. D'abord, le trou est nettoyé. Une croix faite de feuilles de bananier et de feuilles de sipiche sacrées est placée dans le trou et bénie avec de l'eau. Le rituel se termine par la fermeture du trou et la prière d'un repas.
Selon la tradition, tout le monde ne peut pas cuisiner un píib ; les sis-k'aab (« mains froides ») sont les personnes qui ne peuvent même pas s'en approcher, car lorsqu'elles essaient d'aider, le píib est gâché. Les personnes qui préparent le píib sont appelées j-píib (si c'est un homme) ou x-píib (si c'est une femme).